# Дьяченко, Дарья Григорьевна
Да́рья Григо́рьевна Дьяче́нко (2 апреля 1924, с. Кумари Врадиевского района Николаевской (тогда — Одесской) области УССР — 2 апреля 1944, Тирасполь) — Герой Советского Союза, участница подпольной комсомольской организации «Партизанская искра» (с. Крымка Первомайского района Николаевской области Украины), руководительница подпольных молодёжных групп, действовавших на временно оккупированной Румынией территории Николаевской области УССР.

## Биография
Родилась в селе Кумари Врадиевского района Николаевской (тогда — Одесской) области 2 апреля 1924 года. Украинка.
До войны жила в Львовской области, училась в средней школе, перешла в десятый класс. Её отец работал председателем райисполкома. Вскоре началась война, отец ушёл на фронт, а Даша с матерью переехали в Первомайский район Николаевской области, где жила её бабушка.
Была связной подпольной организации с партизанскими отрядами, возглавляла подпольную группу в с. Новоалександровка. Подпольщики успешно проводили диверсии на железной дороге, освободили из лагеря около 200 советских военнопленных, собирали оружие, боеприпасы, распространяли листовки. 1 марта 1943 г. при выполнении боевого задания схвачена и брошена фашистами в женский концентрационный лагерь.
Накануне освобождения Тирасполя, после пыток, Дьяченко была расстреляна в день своего 20-летия, — 2 апреля 1944 года, на территории Тираспольской тюрьмы. Тогда же, 2—4 апреля 1944 года, захватчиками было расстреляно более 2 тысяч пленных из концлагеря.
Похоронена Д. Дьяченко в городе Тирасполе.

## Награды
- Указом Президиума Верховного Совета УССР в 1955 году награждена медалью «Партизану Отечественной войны» 2-го степени (посмертно).
- Указом Президиума Верховного Совета СССР от 1 июля 1958 года Дьяченко Дарье Григорьевне посмертно присвоено звание Героя Советского Союза.
- Награждена орденом Ленина.

## Память

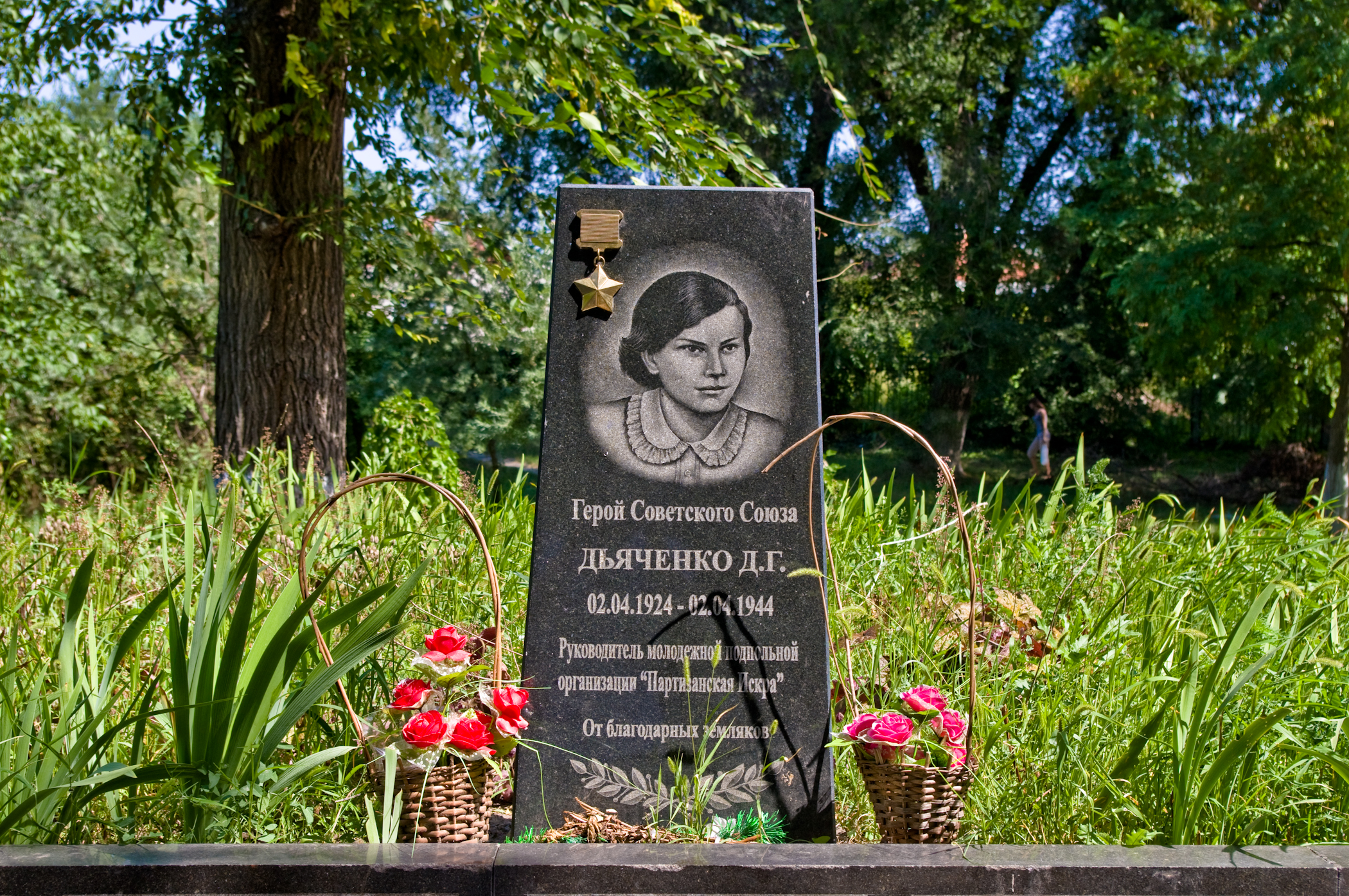
Памятник в Тирасполе

- В городе Тирасполе в память о Дьяченко Дарье Григорьевне сооружён памятник.
- В посёлке Врадиевка Николаевской области есть улица, названная в её честь, и установлен памятник[1].
- В селе Крымка Первомайского района Николаевской области Украины подпольщикам установлен обелиск и создан мемориальный музей[2].
- В городе Пустомыты Львовской области Украины в парке возле местной школы, где Даша Дьяченко обучалась до войны, установлен памятник[3].
- В 1957 году в прокат вышел фильм «Партизанская искра» по одноимённой повести Сергея Полякова.

## Ссылка
Дарья Григорьевна Дьяченко. Сайт «Герои страны».
- Памятник Даше Дьяченко на сайте «Помните нас!».
- Памятник Героине на родине Архивная копия от 3 ноября 2013 на Wayback Machine.